# 慕尼黑惨案
慕尼黑襲擊是於1972年9月5日於第二十届夏季奥运会举办期间发生在联邦德国慕尼黑的一次襲擊事件，以色列政府把事件定性為「恐怖事件」。策划者是巴勒斯坦激進派反抗組織黑色九月，袭击对象是参加奥运会的以色列代表团。營救過程中警察出現嚴重失誤，導致该代表团11人全部身亡。
2022年，德國政府與11名遭到殺害的以色列代表團成員家屬達成賠償協議，德國政府向遇難者家屬的賠償由原本的1000萬歐元，加碼至大約2800萬歐元，當中聯邦政府負責2250萬歐元，巴伐利亞州及慕尼黑市政府則各自支付500萬歐元及50萬歐元。

## 背景
在1972年慕尼黑奥运会前，西德奥组委有意洗刷纳粹时期1936年柏林奥运会的负面影响，因此安保并不严格，安保人员针对的也大多是票贩子和醉汉。西德奥组委也曾请警方心理学家乔治·西伯尔设想26种可能的恐怖袭击情况（大多以奥运村为背景），其中“第21种情况”为巴勒斯坦武装人员入侵奥运村内的以色列代表团驻地，杀死部分人质并劫持其他人质，要求以色列政府释放被关押的巴勒斯坦人并派飞机送这些武装人员离开西德。但奥组委否决了为上述可能性未雨绸缪的安保计划，以期打造“无忧奥运会”的形象。对此，以色列代表团团长施穆尔·拉尔金曾对该届奥运会的安保状况表示担忧。

## 经过

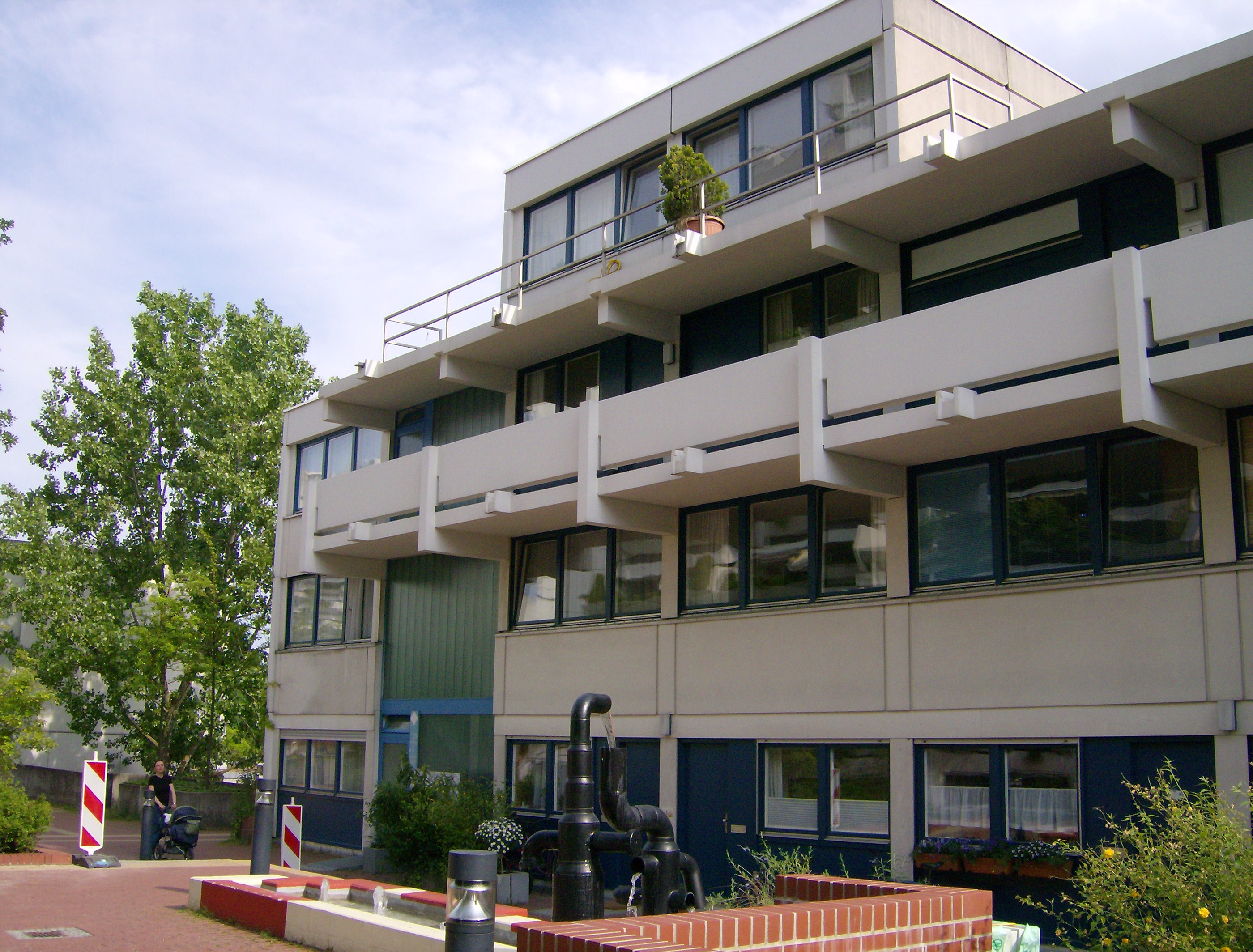
慕尼黑奥运村以色列代表团驻地（2007年）

8名黑色九月武装人员在1972年9月5日清晨4時10分，闯入慕尼黑奥运村以色列選手驻地，撬开1、3号房门，当场开枪杀害了以色列摔跤教练摩西·溫伯格、举重运动员约瑟夫·罗曼，另有9名代表團成員被当作人質关押。奥运会由此被迫停赛。联邦德国总理勃兰特和内政部部长根舍拒绝了以色列方面派遣一个特别行动小组的请求。此後，黑色九月发表声明，要求在12点之前释放被以色列关押的234名巴勒斯坦人。11点，以色列政府正式拒绝了释放政治犯的要求，但同意考虑将人质转移到埃及开罗再进行相關贖回人頭談判的建议。奥运村村长瓦爾特·特羅格，聯邦德國國家奧委會主席威利·達烏姆，警察局长兼第二十届奥运会安全总长曼弗雷德·施萊伯，巴伐利亚州内政部长布魯諾·默克和聯邦内政部长根舍愿意代替人质，但也遭到綁匪拒绝。
12点，国际奥委会授权国际奥委会埃及籍委员艾哈迈德·图尼与武装人员谈判：在释放人质条件下，保证武装人员安全离境，并支付巨额资金，但又遭到拒绝。不过，谈判成功地延后了武装人员提出的最后答复期限，改为当晚10时许，方法为用两架直升机将武装人员和人质运往菲尔斯滕费尔德布鲁克空軍基地，然后转机离境。警方原拟乘换机之際，营救人质。当时在机场佈置了5名狙击手，3名佈置在信号塔上，一名躲藏在地面一辆维护车辆后，最后一名躲在地面的水管障碍物背后，選用五人是因为德国方面根据艾哈迈德·图尼的报告，认为只有4到5名武装人员。但是武装人员實際上共8人之多，而且由于交通堵塞，令装甲车迟到半小时。
大约晚上10:30，武装人员到达机场，在机场中停靠了一架波音727客机，警方打开探照灯照亮现场（事后被认为光线仍不足以帮助狙击手辨认目标），武装人员头领伊薩前往检查飞机，而人质则继续留在直升飞机内。警方原计划在机组人员中混入警察协助消灭一至兩名武装人员，但是没有接受任何反恐训练的机组人员们最后拒绝帮助执行，後來全部更換為16名便衣特務，然而這批新部隊不裝備武器，只是改成負責演戲以使武装人员成員分開以方便狙擊，更嚴重的是在他們行动开始前就自行放棄了任務，導致成员（特务）全部撤离了客机也無人知曉的情況。
当武装人员头领伊薩发现波音客机内没有任何机组成员时，他立即折回直升机。这时躲在水管后的一名狙击手首先向伊薩开火，此时约为11时。由于狙击手们没有无线电通讯装置，没有夜视装置和头盔，且人数也落后于对方，计划完全失控。第一发射击未击毙伊薩而击中了陪同前去检查飞机的副手的大腿，他后来也爬回到其他武装人员那里。3名武装人员藏身到直升飞机后面还击，而且由于之前的错误，直升机的停机方向位置未正确按照计划执行也造成狙击手的视觉范围被阻挡。战斗持续45分钟，直到装甲车到来。
由于恐惧和情況急迫，一名武装人员开始向第一架直升机内的人质开火，并让其他两名武装人员走出掩护。他跳出去的时候直接留下了一枚手榴弹。此3名武装人员後來均被狙击手射杀。而後第一架直升机手榴彈爆炸，起火焚燒，機内所有人质確定死亡。第二架直升机的五名人质也全部被武装人员處決式射殺。
联邦德国在这次营救中也牺牲了一名警察，事件也迎來了最壞的結局。8名武装人员中包括头领伊薩在內共5人死亡，剩余3人被捕。同年的一次劫机事件中，联邦德国政府順從劫機者的要求，把3人移交利比亚釋放。
巴伐利亚警察的调查并不能排除有人质为警方所射杀的可能。但也有可能是武装人员先自行射杀了所有人质。因为一些尸体被嚴重燒毀，无法进一步辨认。
1972年9月6日，举行了对以色列代表团的追悼仪式，当时即将卸任的时任国际奥林匹克委员会主席布伦戴奇在讲话中表态“奥运会必须继续”，中断了34个小時的奥运会继续進行，而此前慕尼黑奥组委主席威利·道默原本计划在惨案发生后提前结束奥运会。此后在联邦德国队与匈牙利队的足球比赛中，有观众打出“死了17个人，已经忘了吗”的标语，被逐出场外。值得注意的是：于追悼会上，以色列代表团的长椅上空出11个座位，联邦德国政府/安保团的长椅上空出1个座位，以纪念以色列11名、警察1名，共12名遇难者。
9月6日，以色列代表团剩余成员离开慕尼黑回国。身为犹太人的美国游泳运动员马克·斯皮茨也在事后提前回国。埃及和叙利亚代表团因担心遭到报复，也提前撤离。同样提前撤离的还有菲律宾和阿尔及利亚代表团。原定于1972年9月10日闭幕的慕尼黑奥运会最终延后一天，于9月11日闭幕。

## 影响

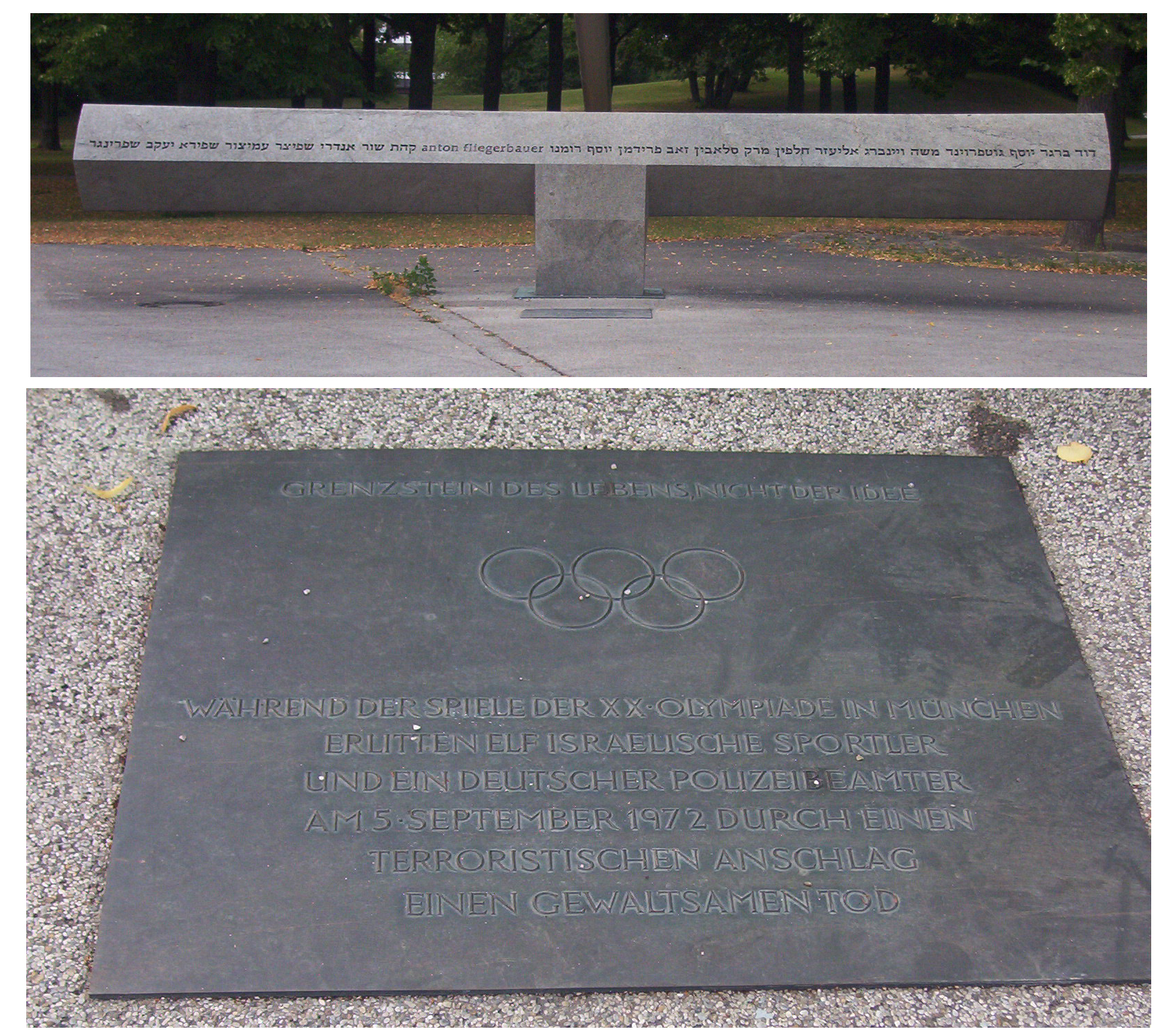
位在德國的奧運公園中對於此襲擊事件的紀念碑

### 對安防的反思
狙击的失敗导致了被害的扩大。事后分析主要原因有：情報不足未能正确判断武装人员人数，虽然在狙击开始前30分钟已确认武装人员为8人仍未及时作出调整反应；狙击手使用的步槍在深夜进行狙击却没有安装暗視装置；無線电联络设备不足，导致狙击时机无法正确把握；狙击手非专业反恐训练而来自普通警察，个人技术水準不足；狙击步枪非专业设计而存在问题，导致一次狙击失敗後，不能快速进行下一次射击。
該事件使多國政府開始重視对于武装人员挾持人質事件的處理能力，并紛紛開始組織負責處理類似狀況的軍警單位；联邦德国政府接受這次教训後，組織了第九国境守备队，同时開始设计、裝備真正專用的狙击步枪。

### 以色列的報復行動
事件发生后，在时任以色列总理梅厄夫人的主持下，以色列集结了由情報特務局（簡稱摩薩德）特工组成的“死神突击队”，对黑色九月組織的成员展开了报复性质的跨国暗杀行动，行動代號为“上帝之怒行動”（或译“神怒行動”、“天譴行動”等）。该行动从1972年10月持续到1981年8月，历时九年之久，将暗杀名单上的11名黑色九月武装人员中的10名予以成功暗杀。
1981年8月1日，暗殺名单的最后一个目标、襲擊主謀阿布·达乌德在波兰一家旅馆遭到枪击，然而并未致命，以色列当局的暗杀行动至此告一段落。据记载，這是摩薩德特工在沒有計劃的前提下偶然遇到了達烏德，见机行事开枪所致。達烏德最终于2010年7月3日在大马士革一家医院因腎衰竭去世，終年73歲。大批巴勒斯坦人在大馬士革郊區的雅尔穆克巴勒斯坦难民营舉殯，包括法塔赫在內的巴勒斯坦多个政治派别派代表参加。

### 苏联
鉴于1972年慕尼黑奥运会发生的恐怖袭击惨案造成极为严重的人员死伤，为保障1980年莫斯科奥运会安保，苏联国家安全委员会特地组建了阿尔法反恐特战队。

## 死亡名單
在最初闖入時被射殺
- 摩西·溫伯格，摔跤教練
- 約瑟夫·羅曼，舉重運動員

在東側直升機D-HAQO中被射殺
根據就座順序從左至右：
- 齊夫·傅利曼，舉重運動員
- 大衛·貝加，舉重運動員（從手榴彈中倖存，但因吸入濃煙而死亡）
- 雅科夫·斯普林格，舉重裁判
- 埃利澤·哈爾芬，摔跤運動員

在西側直昇機D-HAQU被射殺
根據就座順序從左至右：
- 約瑟夫·古弗羅恩德，摔跤裁判
- 克哈特·索爾，射擊教練
- 馬克·斯拉溫，摔跤運動員
- 安德烈·史匹哲，擊劍教練
- 阿米祖爾·沙皮拉，田徑教練

槍戰中在控制塔中彈
- 安東·弗利格爾包爾，联邦德国警官

被联邦德国警方射殺的巴勒斯坦恐怖分子
- 盧提夫·阿菲夫（「伊薩」）
- 優素福·納扎爾（「東尼」）
- 阿菲夫·艾哈邁德·哈米德（英语：Afif Ahmed Hamid）（「保羅」）
- 哈立德·賈瓦德（「薩拉」）
- 艾哈邁德·奇克·塔（「阿布·哈拉」）

## 相關作品
- 《九月的某一天（英语：One Day in September）》－导演：凯文·麦克唐纳。
- 《慕尼黑》－导演：斯蒂芬·斯皮尔伯格，基於事實及傳聞，描述以色列情报單位於事件後策劃的報復行動「上帝的復仇行動」。
- 《München 72- Das Attentat》
- 《重返危機現場》
- 《九月五日》

## 外部連結
- Die olympische Tragödie （页面存档备份，存于）（德文）
- One Day in September（英文）
- The Munich massacre （页面存档备份，存于）（英文）
- The Israeli Response to the 1972 Munich Massacre （页面存档备份，存于） – Includes an extensive overview of the Munich massacre
- A Tribute to the 1972 Israeli Olympic Athletes – Includes biographies and photographs for each of the 11 Israeli athletes killed
- Time Magazine （页面存档备份，存于）, 4 December 2005
- Special Publication of Israel State Archives: The Fortieth Anniversary of the Massacre of the Israeli Athletes in Munich
- 慕尼黑慘案內幕：以色列運動員遭閹割 （页面存档备份，存于） 2015年12月2日 紐約時報中文網